# Кането (Пиза)
Кането је насеље у Италији у округу Пиза, региону Тоскана.
Према процени из 2011. у насељу је живело 182 становника. Насеље се налази на надморској висини од 282 м.